# Cuphea goldmanii
Cuphea goldmanii är en fackelblomsväxtart som beskrevs av Joseph Nelson Rose. Cuphea goldmanii ingår i släktet blossblommor, och familjen fackelblomsväxter. Inga underarter finns listade i Catalogue of Life.